# Lobelia jeziorna
Lobelia jeziorna (Lobelia dortmanna L.), zwana też stroiczką wodną lub jeziorną – gatunek roślin z rodziny dzwonkowatych. 

## Rozmieszczenie geograficzne
Gatunek ma zasięg borealno-atlantycki – występuje w północnej Europie sięgając na południu do Francji, Niemiec, Polski, Białorusi i północnej Rosji. Rośnie także w północno-wschodniej i północno-zachodniej Ameryce Północnej na południu sięgając po Oregon i Pensylwanię. 
W Polsce występuje wyłącznie w północno-zachodniej części kraju na Pojezierzu Zachodniopomorskim, Wschodniopomorskim i Południowopomorskim oraz na Wysoczyźnie Żarnowieckiej w obrębie Pobrzeża Południowobałtyckiego. Przez Polskę przebiega południowa granica zasięgu gatunku.

## Morfologia

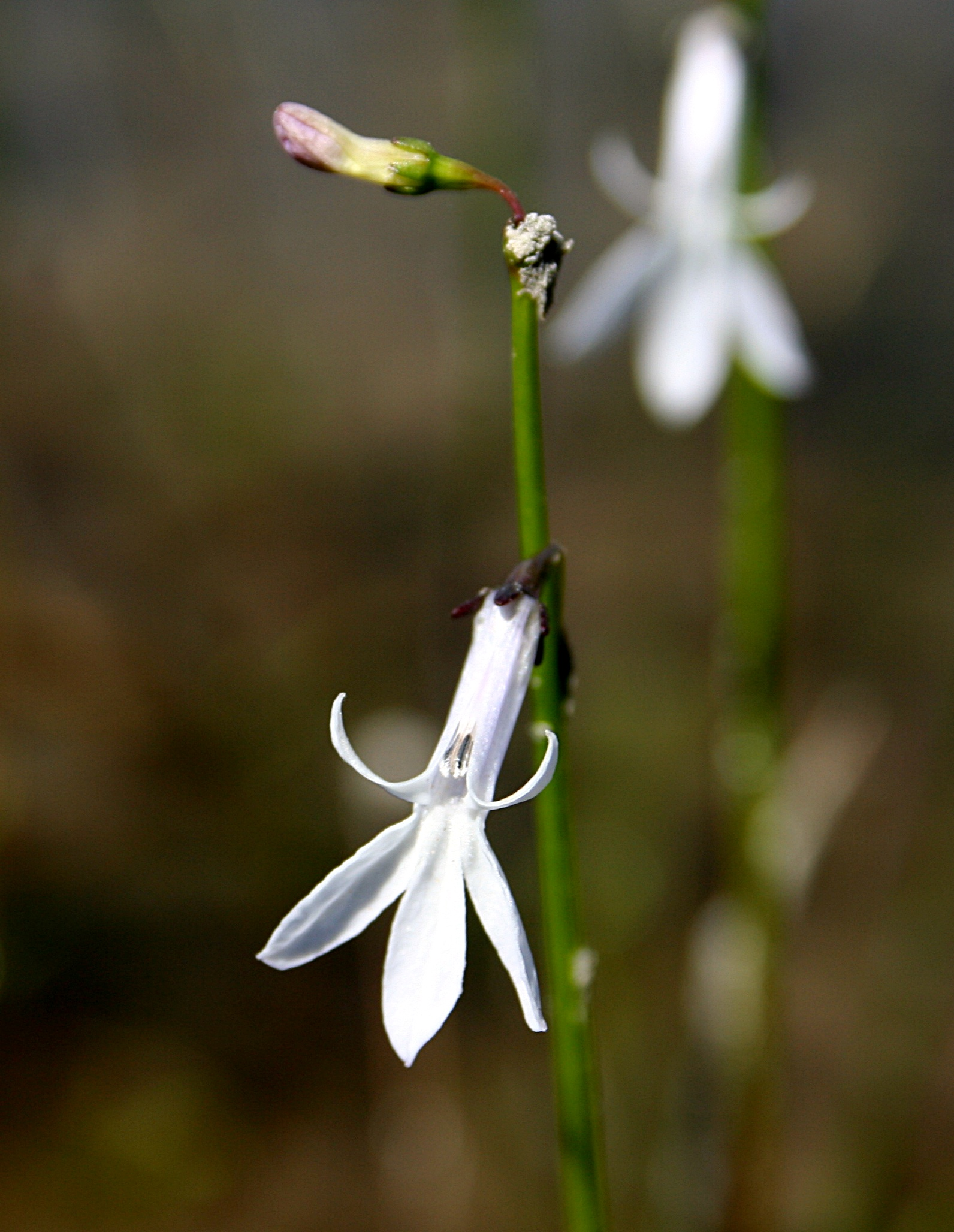
Kwiat i pąk

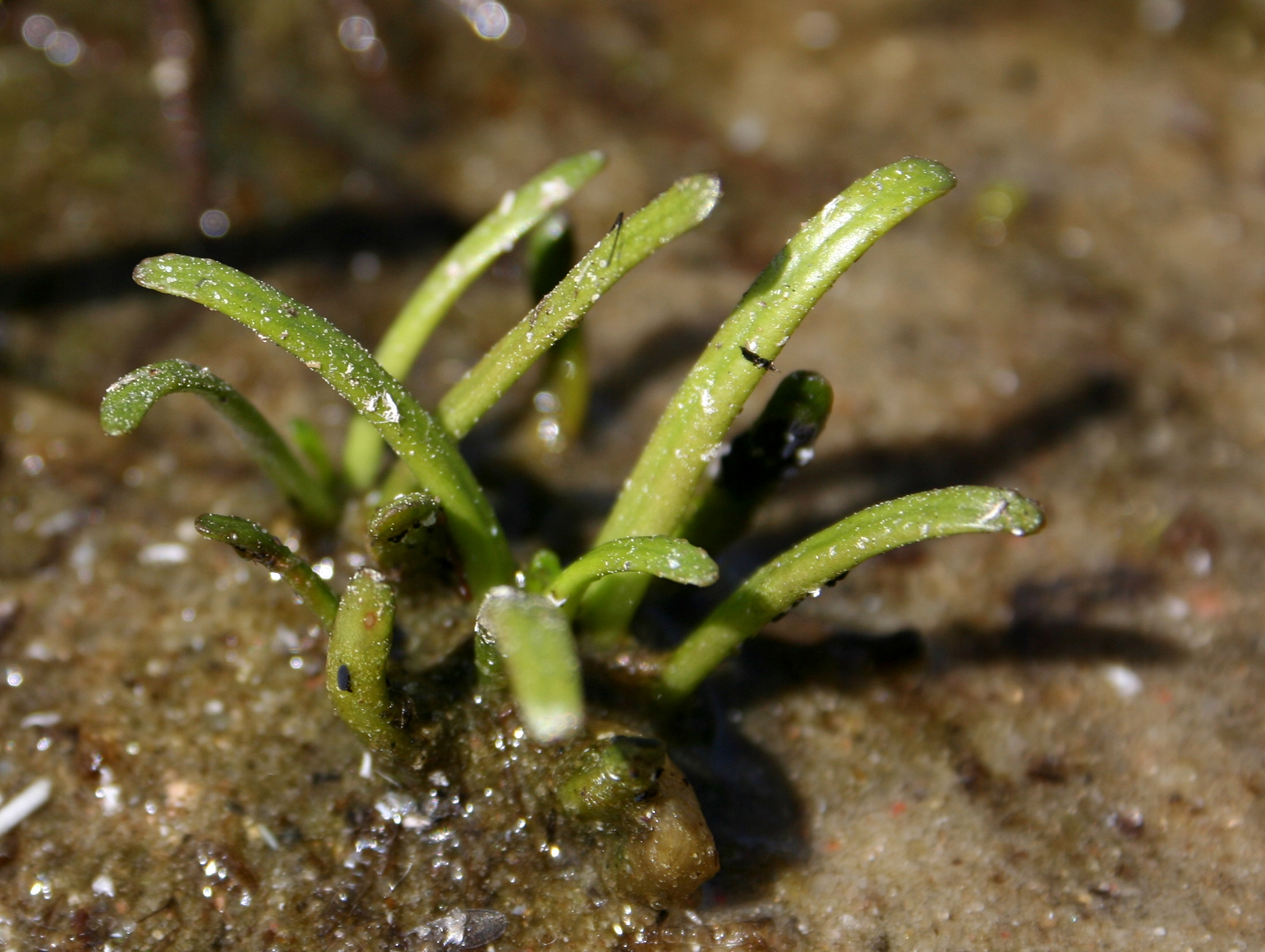
Liście

PokrójZimozielona, wodna roślina zielna, z kłączem, rozetą liści i wzniesionym pędem kwiatonośnym. Łodyga kwiatonośna zwykle do 50 cm, maksymalnie do 1,5 m. Zazwyczaj jest nierozgałęziona, płytko bruzdowana – niemal obła, wewnątrz pusta.
LiścieRównowąskie zebrane w rozetę i wzniesione, na szczycie odgięte. Osiągają długość do kilku cm i szerokość do 5 mm. Blaszki są grubawe, zawierają dwa kanały powietrzne. Wierzchołek blaszki jest zaokrąglony. W dolnej części pędu kwiatonośnego wyrastają poza tym nieliczne liście łuskowate i drobne.
KwiatyZebrane w grono na szczycie łodygi kwiatonośnej wystającej nad powierzchnią wody. Na łodydze pod powierzchnią wody powstają kwiaty zamknięte (klejstogamiczne). Kwiaty wyrastają pojedynczo, wsparte łuskowatymi przysadkami, osadzone na cienkich i osiągających do 2 cm długości szypułkach. Działki kielicha drobne (o długości do 2 mm), wzniesione, trójkątnie lancetowate. Korona bladoniebieska w całości lub z białymi łatkami. U nasady zrośnięta w rurkę o długości 8 mm i średnicy do 3 mm. Łatki boczne i zwrócona w dół są eliptyczne, nieco krótsze od rurki. Dwie łatki zwrócone ku górze są krótsze i węższe. Pręciki zrośnięte są w rurkę. Szczyty pylników z pęczkami włosków. Zalążnia w dole obrośnięta dnem kwiatowym, wąska. Część górna szeroko stożkowata zwieńczona jest szyjką przechodzącą przez rurkę ze zrośniętych pręcików wystawiając na zewnątrz kwiatu dwułatkowe znamię.
OwoceTorebki otwierające się dwiema klapkami, zawierające po ok. 250 drobnych nasion.

## Biologia i ekologia

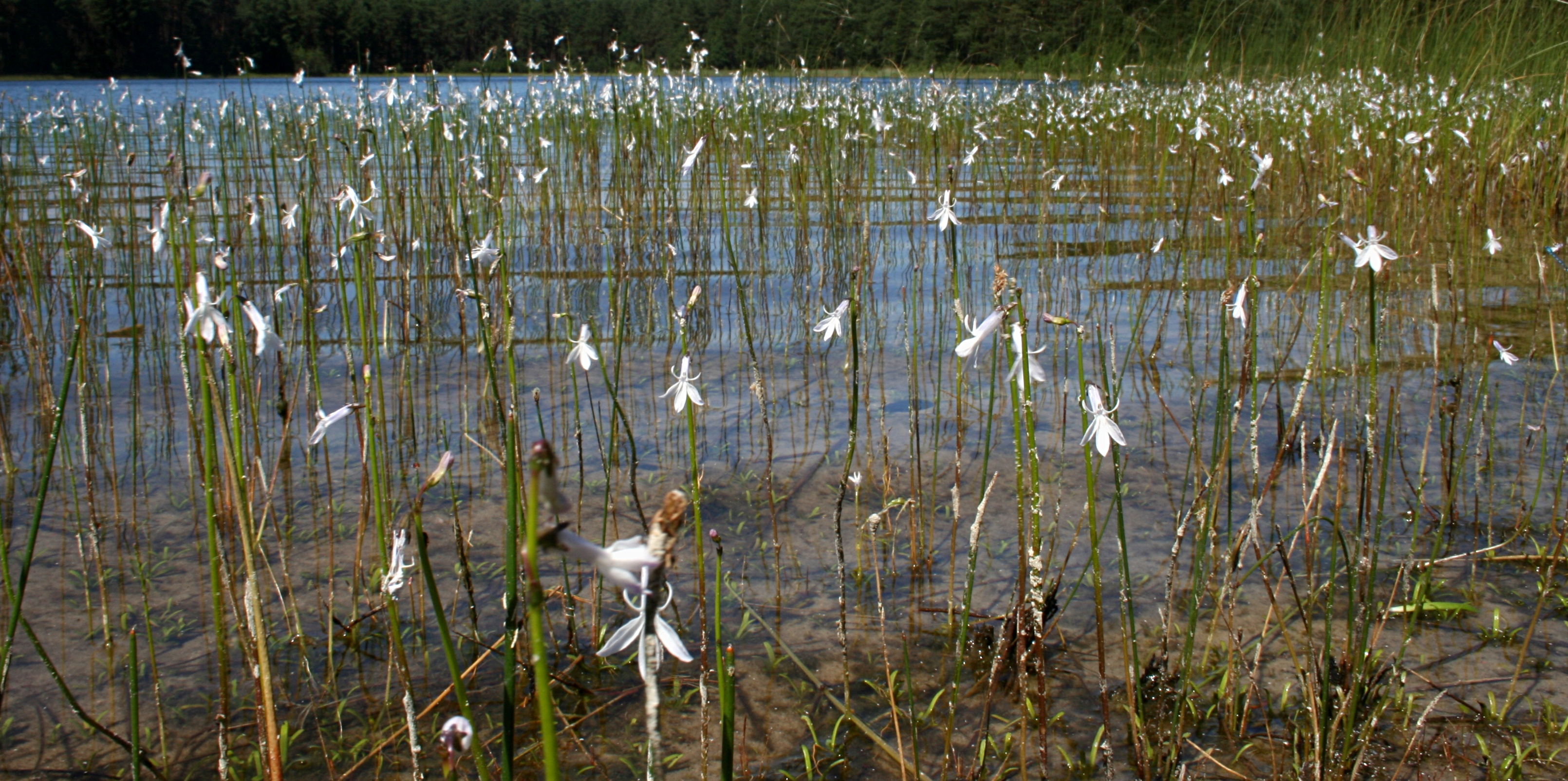
Łan lobelii jeziornej w wodach Jeziora Wielkie Gacno (Park Narodowy Bory Tucholskie)

Bylina. Kwitnie w lipcu i sierpniu. Rozmnaża się zarówno generatywnie za pomocą nasion, jak i wegetatywnie. Owoce z nasionami powstają z kwiatów otwierających się (chasmogamicznych), jak zamkniętych i samopylnych (klejstogamicznych). Kwiaty otwarte są przedprątne i zapylane przez owady. Nasiona są wysokokaloryczne i dobrze kiełkują. Rozmnażanie wegetatywne następuje za pomocą rozmnóżek powstających w liczbie 2 lub 3 na kłączu, które po kwitnieniu rozpada się na rośliny potomne.
Roślina zawiera sok mleczny. Z powodu obecności alkaloidu – lobeliny jest trująca.

## Ekologia
Rośnie w strefie przybrzeżnej jezior oligotroficznych, które z tego powodu alternatywnie nazywane są też lobeliowymi. Preferuje zbiorniki o wodzie kwaśnej, rzadko rośnie w wodzie obojętnej lub zasadowej, ubogiej w sole mineralne, unika zwłaszcza wód z solami wapnia. Może występować do głębokości 2 m. Zwykle rośnie na dnie piaszczystym o różnej zawartości materii organicznej. 
W zbiornikach tworzy agregacje jednogatunkowe lub rośnie wspólnie z poryblinem jeziornym Isoetes lacustris i brzeżycą jednokwiatową Littorella uniflora, sporadycznie w innych zbiorowiskach. Gatunek charakterystyczny związku Lobelion dortmannae i zespołu Lobelietum dortmannae.
W optymalnych warunkach siedliskowych występuje na rozległych powierzchniach z zagęszczeniem do kilkudziesięciu roślin na m2, rozmnażając się wegetatywnie i generatywnie.

## Zagrożenia i ochrona
W ciągu XX wieku gatunek stracił około 1/4 stanowisk w Polsce. Zagrożenie dla niego stanowi przekształcanie zlewni i brzegów jezior oraz właściwości fizyko-chemicznych ich wód (eutrofizacja, dystrofizacja i zakwaszanie).
Gatunek objęty jest w Polsce ścisłą ochroną prawną od 1983 roku. 
Kategorie zagrożenia gatunku:
- Kategoria zagrożenia w Polsce według Czerwonej listy roślin i grzybów Polski (2006)[11]: V (narażony na wyginięcie); 2016: EN (zagrożony)[12].
- Kategoria zagrożenia w Polsce według Polskiej Czerwonej Księgi Roślin[4]: EN (endangered, zagrożony).

Siedliska tego gatunku tj. jeziora lobeliowe, stanowią siedlisko przyrodnicze o kodzie 3110, stanowiące przedmiot ochrony w europejskiej sieci Natura 2000.

## Obecność w kulturze
Gatunek ten wzmiankowany jest pod nazwą ludową „car” w balladzie Świteź Adama Mickiewicza.